# Thomas Andrew Dorsey
Thomas Andrew Dorsey, ook wel Georgia Tom (Villa Rica, 1 juli 1899 - Chicago, 23 januari 1993), was een Amerikaanse blues- en gospelmuzikant (zang, piano).

## Biografie
Dorsey was de zoon van een baptistenpredikant en een pianolerares en neef van de kerkorganist. Maar uit de nabuurschap was hij ook blootgesteld aan andere muzikale impressies: circusmuziek, blues, vaudeville, hillbilly-balladen en de revival-liederen van Billy Sunday's koorleider Homer Rodeheaver.
Tijdens zijn latere jeugd verhuisde hij naar Atlanta, waar hij werkte als pianobegeleider en zangleraar voor blueszangeressen als Bessie Smith en Ma Rainey. In Chicago, waar hij vanaf 1916 compositie en arrangement studeerde, speelde hij bij rent-parties onder de naam Barrelhouse Tom en Texas Tommy. Hij werd echter bekend als Georgia Tom, samen met zijn muzikale partner Tampa Red. Met hem had hij in 1928 een grote hit met It's Tight Like That in de stijl van de zogenaamde hokum-blues. In 1925 formeerde hij voor Ma Rainey de Wild Cats Jazz Band.
De schunnige tekst van songs als It's Tight like That bezorgde hem veel narigheid, want spoedig was hij nog bekender als gospelmuzikant dan in de blues en bij gospel had hij een deels meer ethisch veeleisender publiek. Hij begon zijn eigen gospelcomposities op de markt te brengen, waaronder hits als It's A Highway To Heaven, de grote hymne Take My Hand, Precious Lord, gekenmerkt door de onverwisselbare sound van de HB310, en beschouwende liederen als What Then. Hij was de muzikale mentor van de beroemde gospelzangeres Mahalia Jackson en hij schreef voor haar de song Peace In The Valley. Hij richtte de eerste uitgeverij op voor zwarte gospelmuziek.
- Bibliothèque nationale de France: cb13926327v (data)
- Gemeinsame Normdatei: 11909343X
- International Standard Name Identifier: 0000 0003 6856 5182
- Library of Congress Control Number: n91014968
- MusicBrainz: 6fb94460-3194-43cb-8b30-aecf862c93b9
- Nationale Bibliotheek van Israël: 987007427309705171
- Nederlandse Thesaurus van Auteursnamen: 098400606
- LIBRIS: 212219
- SNAC: w6vh5v4s
- Système universitaire de documentation: 069482365
- Virtual International Authority File: 37104273
- WorldCat: E39PBJhCKXxwGgwcWKPcVMFqcP